# Zhang Yawen
Zhang Yawen (en chino: 张亚雯; Wansheng, 9 de marzo de 1985) es una deportista china que compitió en bádminton, en las modalidades de dobles y dobles mixto.
Participó en los Juegos Olímpicos de Pekín 2008, obteniendo una medalla de bronce en la prueba de dobles (junto con Wei Yili). Ganó seis medallas en el Campeonato Mundial de Bádminton entre los años 2005 y 2009.

## Palmarés internacional
| Juegos Olímpicos   | Juegos Olímpicos         | Juegos Olímpicos  | Juegos Olímpicos |
| Año                | Lugar                    | Medalla           | Prueba           |
| ------------------ | ------------------------ | ----------------- | ---------------- |
| 2008               | Pekín (China)            | Medalla de bronce | Dobles           |
| Campeonato Mundial |                          |                   |                  |
| Año                | Lugar                    | Medalla           | Prueba           |
| 2005               | Anaheim (Estados Unidos) | Medalla de plata  | Dobles mixto     |
| 2005               | Anaheim (Estados Unidos) | Medalla de bronce | Dobles           |
| 2006               | Madrid (España)          | Medalla de plata  | Dobles           |
| 2007               | Kuala Lumpur (Malasia)   | Medalla de bronce | Dobles           |
| 2007               | Kuala Lumpur (Malasia)   | Medalla de bronce | Dobles mixto     |
| 2009               | Hyderabad (India)        | Medalla de oro    | Dobles           |